# スークース
スークース (Soukous) は、1940年代にコンゴのアフリカン・ルンバが起源のアフリカ中で人気を得た、ダンス音楽のジャンルである。
スークースは、西アフリカでは「コンゴ」、ケニア、ウガンダ、タンザニアでは「リンガラ」と知られ、リンガラ語の歌詞が歌われる。コンゴ音楽の影響下にあるザンビアとジンバブエでは、「ルンバ」と呼ばれる。

## 歴史
「スークース」とはフランス語の単語「secousse」（振動する）が派生したもので、1960年代後期にコンゴで人気のあったキューバのルンバのアフリカン・バージョンのダンスの名前だった。セプテート・アバネーロやトリオ・マタモロスなどのアフリカ系キューバ人のソン・グループは、レオポルドビルのラジオ局で流されたため、コンゴでは1940年代後期から1950年代にかけてキューバ音楽は広範囲にわたる人気をもった。
アフリカ人にとって、キューバ音楽は馴染み深いものとなり、コンゴのバンドは最初はキューバ音楽のカバーをそのままし始めたが、そのうちフランス語やリンガラ語で歌うようになった。キューバのグアヘオの旋律はギターで演奏されるようになり、この「ソン」をベースにするこの新しい音楽のことを、コンゴ人は「ルンバ」と呼んだ。ウェンド・コロソイはルンバの最初のスターとなり、彼のバンドであるヴィクトリア・バコロ・ミジキとともに1940年代と1950年代にヨーロッパと北アフリカをツアーで回った。
1950年代にはビッグバンドの構成は、アコースティック・ベースとマルチタイプ・エレクトリック・ギター、コンガ、マラカス、ギロ、フルートかクラリネット、サクソフォーンとトランペットとなった。グラン・カレとアフリカン・ジャズと、フランコとO.K.ジャズ（後にT.P.O.K.ジャズに改名）が主要バンドとなった。フランコのバンドがおこした音楽の革新の1つが、「ミ・ソロ」（mi-solo、半分ソロの意）・ギタリストで、リートとリズム・ギターの中間をアルペジオのパターンで弾くものである。

### 1960年代
1950年代と1960年代にフランコやグラン・カレのバンドで演奏した一部のアーティストは、自分自身のグループを結成していった。歌手のタブー・レイ・ロシュローとギタリストのドクトゥール・ニコは、コンゴの民族音楽とソウルミュージック、カリブ音楽やラテン音楽の楽器を組み合わせた音楽をつくり、アフリカン・フィエスタというグループを旗揚げした。パパ・ウェンバやサム・マングワナも参加して「Afrika Mokili Mobimba」のようなクラシックを演奏するなどし、アフリカで最も有名なバンドの1つとなった。コンゴの「ルンバ」は「スークース」に発展していった。アフリカ・フィエスタは結成わずか2年後である1965年に解散したが、タブ・レイ・ロシュローとドクトゥール・ニコが、現代のスークースの先駆者と呼べる。他には、コフィ・オロミデやツアラ・ムアナ、ウェンゲ・ムジカなどもスークースの代表的なアーティストである。
ルンバがT.P.O.K.ジャズやオルケストル・ベラベラなどのバンドに影響を与えている中、若いコンゴのミュージシャンはロックンロールの影響を受けてテンポが速いスークースを演奏した。歌手のパパ・ウェンバ率いるザイコ・ランガ・ランガが1969年に結成し、ペペ・カレ（グラン・カレのバンドメンバー）はアンピル・バクバという名のバンドを結成し、それぞれ人気を獲得していった。

### 1970年代
スークースはアフリカ中に広がって、ハイライフやパーム＝ワイン、タアラブ、マコッサなどのアフリカのポピュラー音楽に影響を与えていった。そしてザイールの政治情勢が1970年代に悪化したため、一部のグループはタンザニアやケニアへ移った。1970年代中旬には、いくつかのグループはケニアのナイトクラブでスークースを演奏していた。「カヴァチャ」という東・中央アフリカで流行したダンスは、ザイコ・ランガ・ランガなどのバンドを通して大衆化されていき、ケニアのミュージシャンへ影響を与えた。そのリズムは、スネアドラムかハイハットを速く叩くナイロビのコンゴ音楽で、地元のバンドの多くが演奏する。ナイロビにあるスワヒリのルンバ・バンドのいくつかは、シンバ・ワニカなどのタンザニアのグループにも影響を受けていった。
1970年代後期、ヴァージン・レコードはタンザニア人とコンゴ人が混ざるバンドのオルケストル・マカシーとケニア人バンドのオーケストラ・スーパー・マゼンベと契約してそれらのレコードを発売した。このアルバムにはスワヒリ語の曲「Shauri Yako」が収録され、シングルはケニアやタンザニア、ウガンダでヒットした。レ・マンゲレパは、ケニアに活動拠点を移して東アフリカ中で人気を得たコンゴ人グループである。同じ頃、ナイロビに拠点をおくコンゴ人歌手サンバ・マパンガラと彼のバンドオルケストル・ヴィルンガは、LP「Maloko」を発表し、それはヨーロッパで新しく生まれたワールドミュージック・シーンの先駆けとなった。東アフリカに拠点をおくコンゴのバンドの音楽スタイルは、徐々にケニアのベンガ音楽などの新しい要素を取り入れて、「スワヒリ・サウンド」「コンゴ・サウンド」と呼ばれるようになった。

### 1980年代以降

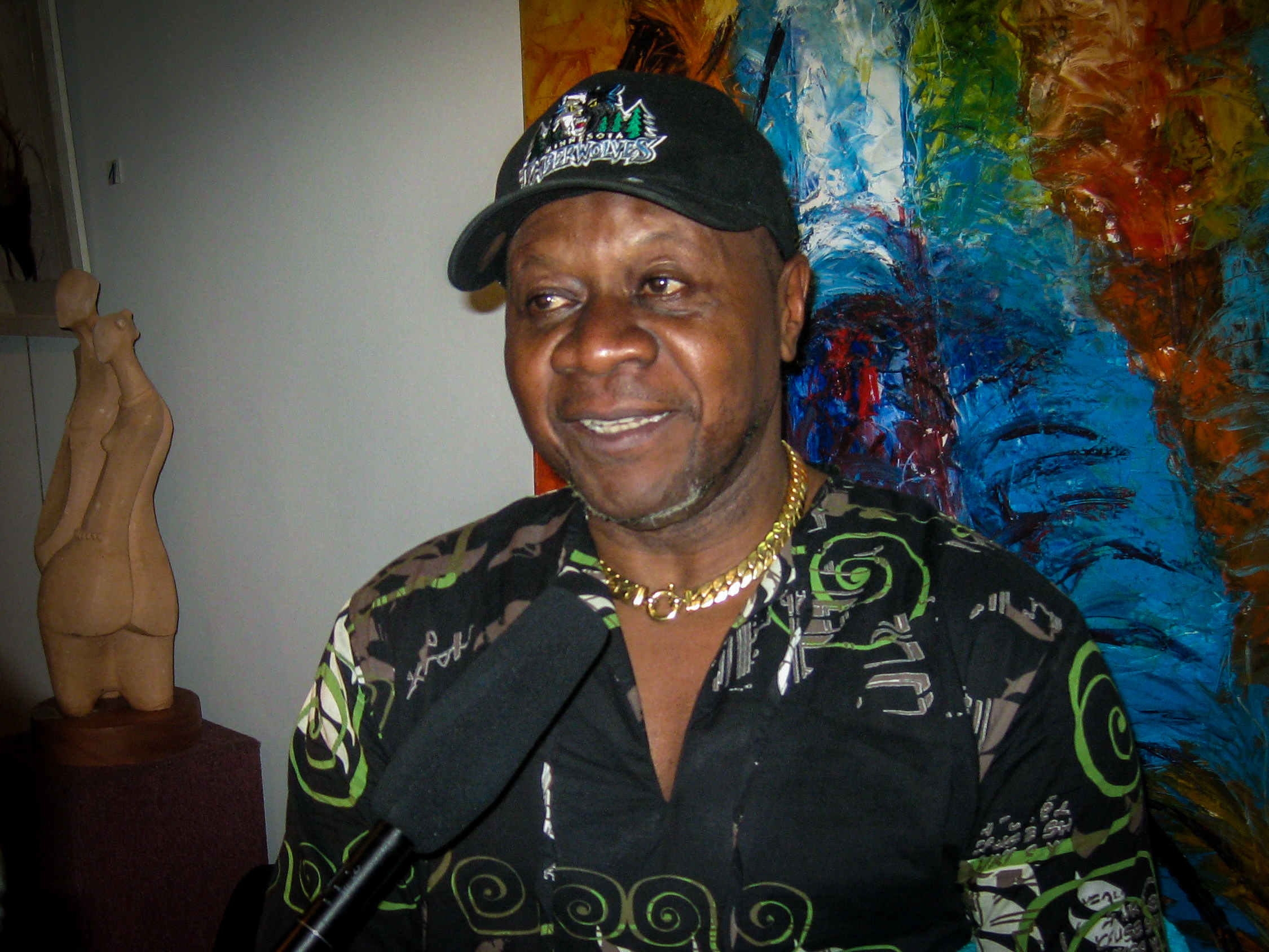
パパ・ウェンバ

スークースは、1980年代にロンドンとパリで人気を得た。何人かのコンゴ人ミュージシャンは、東アフリカからイギリス、フランスを目指してキンシャサを出発した。スークース・バンドの基本的な構成は、3・4つのギター、ベース・ギター、ドラムス、ブラス、ボーカルで、20人以上の場合もある。歌詞はリンガラ語またはフランス語である。1980年代後期と1990年代、多くのスークースのスターはパリでスタジオ録音し、シンセサイザーなどの電子楽器に頼るようになった。コンゴで録音を続ける一部のアーティストを除き、他は新しいファンを獲得するためにキンシャサから出て行った。パリに拠点を移したパパ・ウェンバとヴィヴァ・ラ・ムジカは、フランス人アーティストとセッションするようになった。
パリに拠点を移したアーティストのうちカンダ・ボンゴ・マンは、「クワッサ・クワッサ」と呼ばれる速くて短いトラックをダンスフロアで演奏したことで、彼や他のアーティストの音楽ビデオのダンス・ムービーが人気を得た。この音楽は、アフリカ人の聴衆も惹きつけていった。ムビリア・ベルやリゴ・スター、マディルー・システムらのスークース・スター達は、ベテランのペペ・カレやコフィ・オロミデに従い、パリからアフリカやカリブでツアーや録音を行うようになった。
1980年代から1990年代初期、クワッサ・クワッサという名のテンポが速いスークースがポピュラー音楽市場で人気があった。それは、ダンスの名前からンドンボロとも呼ばれていて、現在も人気がある。スークースはズーク音楽のスタイルも取り入れている。

## ンドンボロ
中央および東部・西部アフリカでダンスフロアを支配する高速のスークース音楽のことを、「ンドンボロ」（Ndombolo）と呼ばれている。アウィロ・ロンゴンバやコフィ・オロミデなどが主なアーティストである。
ンドンボロの速い腰振りダンスは、「猥褻である」との批判をうけた。マリやカメルーン、ケニアでは禁止しようとする動きがあった。2000年にコンゴ民主共和国で国営テレビとラジオで禁止となったが、さらに人気を得るようになった。2005年2月、ンドンボロの音楽ビデオは下品すぎるとして検閲され、コフィ・オロミデやウェラソンらのビデオ・クリップの放映が禁止された。